# Rafael Oropesa

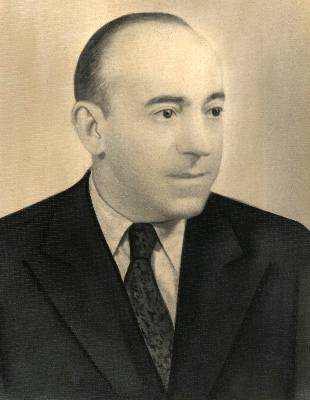
Rafael Oropesa Clausín

Rafael Oropesa Clausín (* 1893 in Madrid; † 12. Oktober 1944 in Mexiko-Stadt) war ein spanischer Musiker, Dirigent, Komponist und Kommunist.

## Karriere
Rafael Oropesa spielte in der städtischen Banda von Madrid und in der Hausband des Hotel Nacional. Er war Mitglied des Partido Comunista de España (PCE) und Leiter der Sektion der Komponisten innerhalb der Unión General de Trabajadores (UGT). 
Zu Beginn des Spanischen Bürgerkrieges am 22. Juli 1936 formierte sich aus der UGT heraus die Militärkapelle des Fünften Regiments, welche an verschiedenen Fronten in Madrid, am Jarama, in Brunete und am Ebro zum Einsatz kam. Sie bestand aus 32 Personen. Oropesa erhielt den Rang eines Hauptmanns und die Rolle des Dirigenten. Als sich zu Beginn des Jahres 1937 das Fünfte Regiment im Zuge der Gründung der republikanischen Volksarmee auflöste, wurde Oropesas Kapelle in die 11. Division unter Enrique Líster eingegliedert. In Folge der Niederlage im Bürgerkrieg überschritten die Musiker im Februar 1939 mit ihren Instrumenten die Grenze nach Frankreich. Oropesa ließ seine Frau Felisa Méndez-Villamil und seine acht Kinder in Madrid zurück. Er sah sie niemals wieder.
In Frankreich wurde Oropesa, ebenso wie die anderen Mitglieder der Militärkapelle, im Internierungslager Barcarès inhaftiert, bis sie am 25. Mai 1939 an Bord der Sinaia und somit ins Exil nach Mexiko gehen konnten. Die Blaskapelle hieß zwischenzeitlich Agrupación Musical Madrid. Organisiert wurde die Fahrt durch den Servicio de Evacuación de Refugiados Españoles (SERE) und die mexikanische Regierung. Der SERE wurde in der letzten Phase des Bürgerkrieges durch die Regierung von Juan Negrín aufgebaut. Während der Reise nahm die Agrupación Musical Madrid eine Schlüsselrolle an Bord ein, denn ihre täglichen Konzerte hoben die Stimmung auf dem völlig überfüllten Schiff. Die Kapelle spielte auch während der Ankunft in Veracruz am 13. Juni 1939, als sie bekannte spanische und mexikanische Stücke interpretierte.
In Mexiko war die Blaskapelle unter Oropesas Leitung in den folgenden Jahren ein über verschiedene Fraktionen hinaus wirkender Referenzpunkt für die Exilgemeinde der spanischen Republikaner. Die Banda Madrid, wie sie sich nun nannte, spielte zu verschiedenen Anlässen. So gab sie beispielsweise ein Konzert zu Ehren des mexikanischen Präsidenten Lázaro Cárdenas del Río 1940, spielte während der Beerdigung des kommunistischen Führers Pedro Checa 1942 und mehrmals im Zusammenhang mit Demonstrationen am 1. Mai. Rafael Oropesa starb im Oktober 1944 im Alter von 51 Jahren an einem Aneurysma. Die Banda Madrid existierte noch einige Jahre. Ebenso wie andere Institutionen des spanischen Exils verlor sie ihre Bedeutung in der zweiten Hälfte der 1940er Jahre, als sich die Westmächte im Kontext des beginnenden Kalten Krieges mit dem Franquismus arrangierten und dessen Herrschaft stabilisierten.
Rafael Oropesa war ein bekannter Komponist seiner Zeit. Über hundert seiner Werke  wurden bei der Sociedad General de Autores de España (SGAE) registriert. Er ist Co-Autor eines Onestepp namens Si vas a París, papá, der in den 1930er Jahren in Spanien sehr populär war. An einigen der in den spanischen Stierkampfarenen meistgespielten Paso Dobles wirkte er maßgeblich mit, wie dem Stück Chiclanera, welches 1936 in der Interpretation von Angelillo Bekanntheit erlangte. Eine aktuelle Kontroverse entstand um Oropesa 2010, als Stimmen in der Fachöffentlichkeit laut wurden, die ihm die Autorenschaft für den Chotis Madrid zuschrieben. Als dessen Urheber galt zuvor der mexikanische Sänger und Komponist Agustín Lara.

## Kompositionen (Auswahl)
- 1929: ¡Si Vas A París, papá!, Onestepp (mit Florencio Estrada Ledesma), Text: Manuel Álvarez Díaz
- 1930: Himno al Real Madrid (mit M. Álvarez Díaz und Florencio Estrada Ledesma)
- 1930: Estampas Madrileñas, Chotis (mit Florencio Estrada Ledesma)
- 1930: Alfredo Corrochano, Paso Doble (mit Florencio Estrada Ledesma), Text: Salvador Mauri
- 1931: Domingo Ortega, Paso Doble (mit Florencio Estrada Ledesma), Text: Salvador Mauri
- 1932: ¡Comunista!, Onestepp  (mit Florencio Estrada Ledesma), Text: Manuel Álvarez Díaz, Rafael Ortega Lisson
- 1932: La vuelta de Belmonte, Paso Doble (mit Florencio Estrada Ledesma), Text: Alejo León Montoro, Ángel González Sanz
- 1936: Chiclanera, Paso Doble (mit Florencio Estrada Ledesma, Antonio Carmona Reverte), Text: Luis Vega Pernas
- 1940: El último brindis, Paso Doble (mit Florencio Estrada Ledesma)
- Madrid, Chotis (strittig)